# 阮建昆
阮建昆（？—），男，汉族，广东中山人，中华人民共和国政治人物。现任澳门燕窝庄集团董事长，中山市侨联副主席。第十四届全国政协委员。